# Eulalia saxicola
Eulalia saxicola är en ringmaskart som beskrevs av Jean Louis Armand de Quatrefages de Bréau 1866. Eulalia saxicola ingår i släktet Eulalia och familjen Phyllodocidae. Inga underarter finns listade i Catalogue of Life.